# Степові кургани (пам'ятка природи)

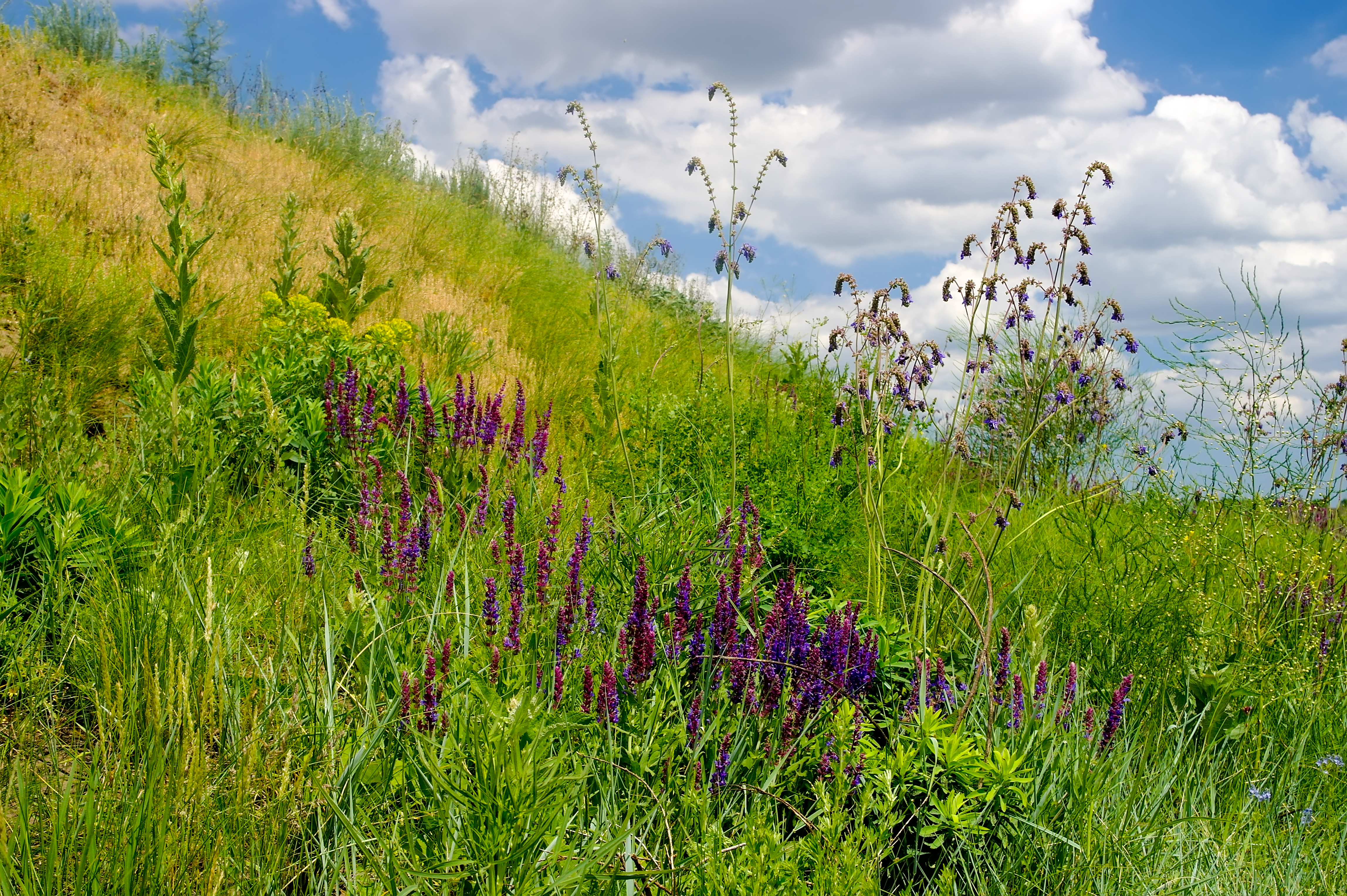
Степові кургани в травні 2016

Степові́ курга́ни — ботанічна пам'ятка природи місцевого значення в Україні. Об'єкт розташований на території Олександрівського району Кіровоградської області, на схід від села Нова Осота.
Площа — 0,04 га, статус отриманий у 1996 році.